# Lepidotrogus fulvipennis
Lepidotrogus fulvipennis är en skalbaggsart som beskrevs av Moser 1913. Lepidotrogus fulvipennis ingår i släktet Lepidotrogus och familjen Melolonthidae. Inga underarter finns listade i Catalogue of Life.